# Trost und Rat

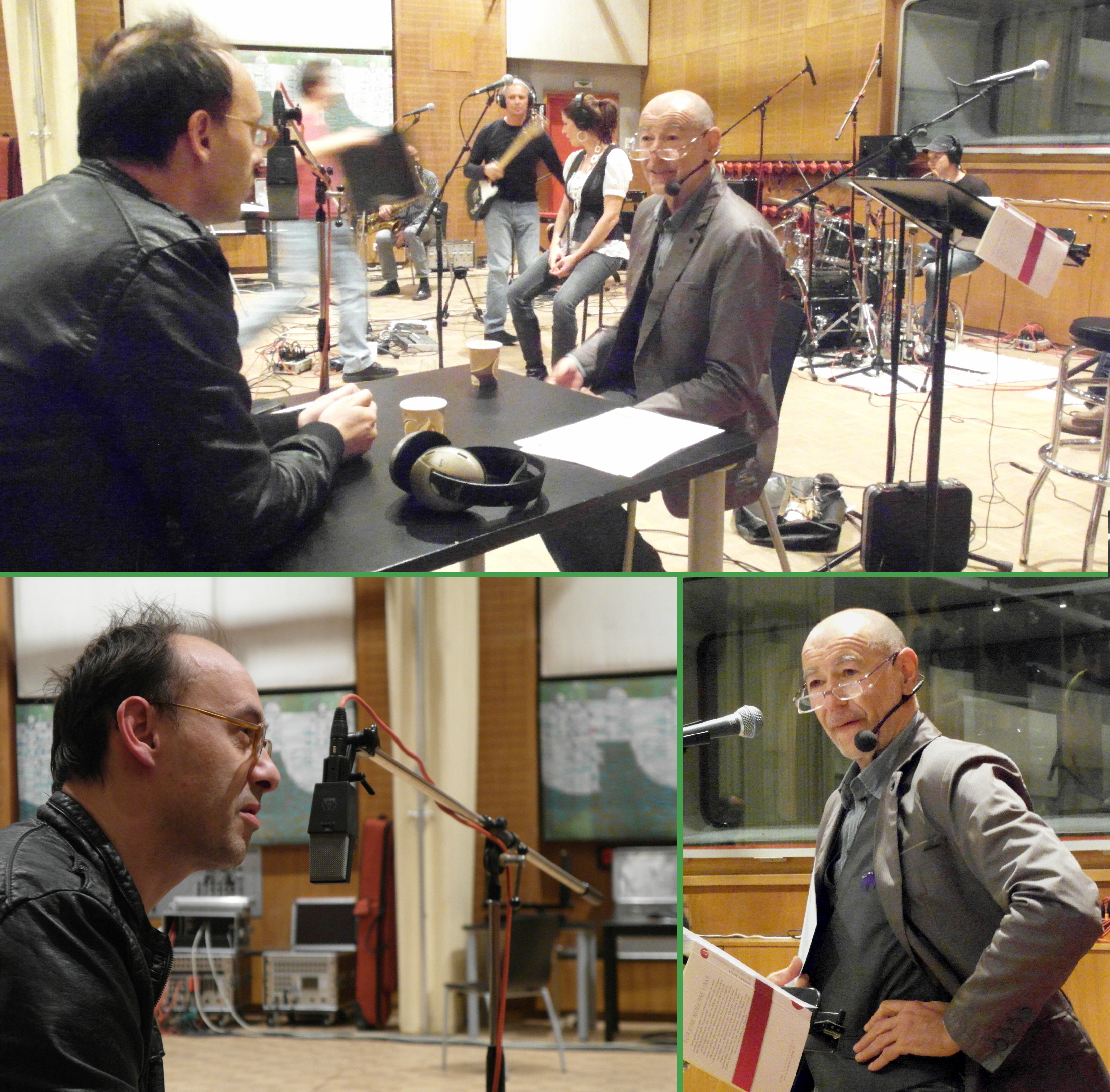
Trost und Rat vom 21. November 2010, Resetarits mit Robert Misik und gruen2g im Studio

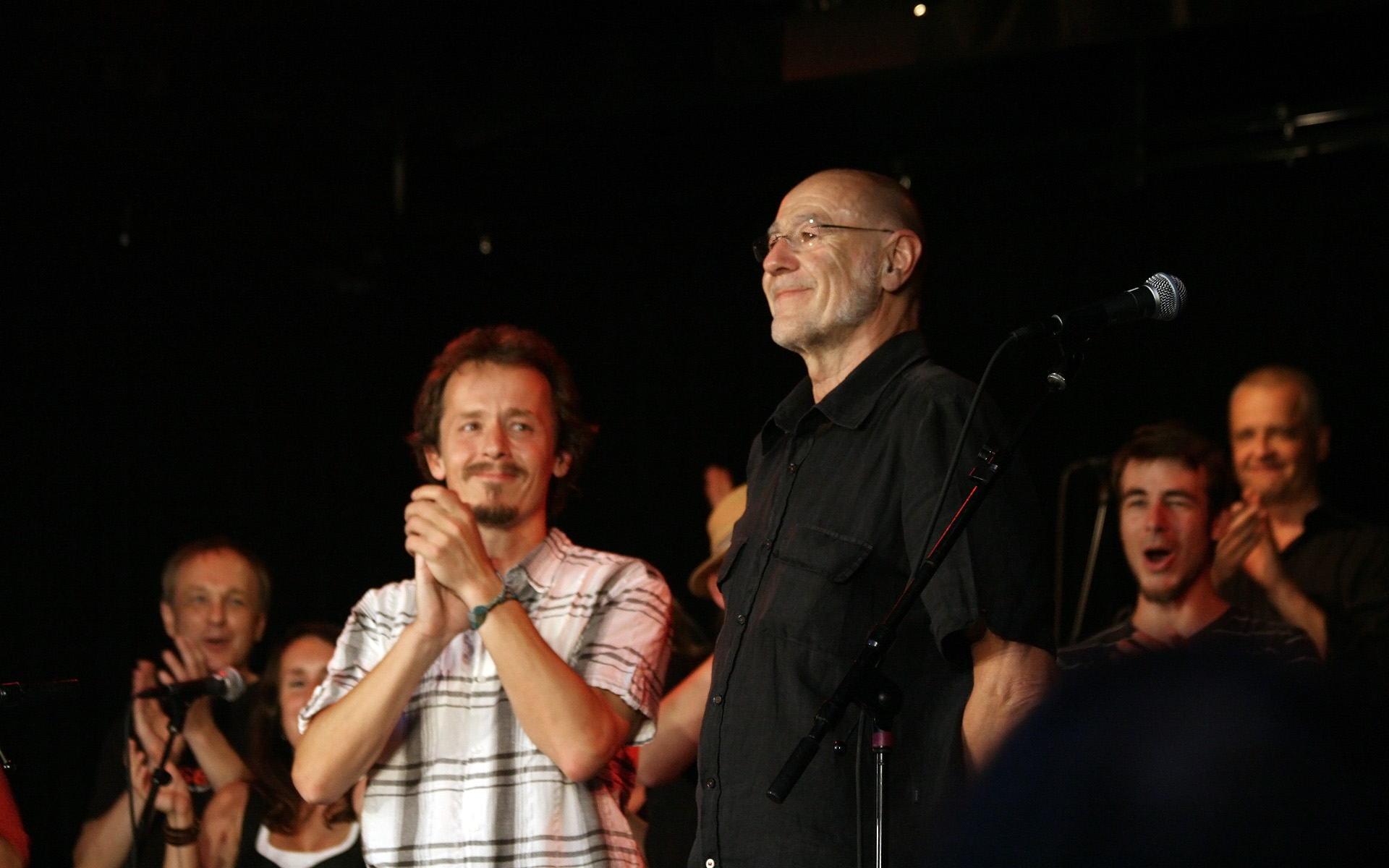
Finale der 200. und letzten Sendung, Resetarits mit Redakteur Peter Blau, Peter Iwaniewicz, Martin Spengler & die foischn Wiener und dem Stubnblues (2012)

Trost und Rat war eine von Willi Resetarits gestaltete und moderierte und auf Radio Wien ausgestrahlte Sendung. Resetarits führte dabei in bewusst improvisiertem und „schrulligem“ Stil durch das Programm und begrüßte Studiogäste, darunter zahlreiche Musiker, mit denen er auch live sang und musizierte, Schriftsteller und andere Kulturschaffende, sowie Personen der Zeitgeschichte.

## Sendung
Erstmals ging Trost und Rat am Sonntag, dem 9. April 1995 mittags auf Sendung, damals noch mit Resetarits in der Rolle seines Alter Egos Kurt Ostbahn. 1996 entstanden neben der wöchentlichen, einstündigen Radiosendung auch zwei Fernsehausgaben, die ihm den Vergleich mit Heinz Conrads und dessen Radioshow Was gibt es Neues? eintrugen. Um sich verstärkt seiner Musik widmen zu können, beendete Resetarits/Ostbahn mit einer Abschiedssendung am 12. April 1998 seine Tätigkeit als Moderator und Trost und Rat wurde vorerst eingestellt. Kurzzeitig gab es mit Ein Pferd kehrt heim von April bis Juli 2000 eine ähnliche Radioshow mit Resetarits in zehn Teilen, die samstagabends auf Ö1 gesendet wurde.
Nach fast zehn Jahren Unterbrechung übertrug Radio Wien am 15. Oktober 2006 die erste neue Ausgabe der nun, nach der „Pensionierung“ Kurt Ostbahns, von Willi Resetarits gestalteten Livesendung, in der der Musiker Roland Guggenbichler, der Anthropologe Peter Iwaniewicz und der Autor, Komponist und Kabarettist Gerald Votava zu Gast waren. Letzterer verkörperte anlässlich der Aberkennung des Planetenstatus von Pluto den Hund Pluto, um gemeinsam mit Resetarits Rocko Schamonis „Der Mond“ vorzutragen.
Wiederkehrende Elemente der Sendung waren etwa ein über viele Monate gemeinsam mit den Hörern gestalteter Fortsetzungsroman, die von „Geheimrat“ Dr. Peter Iwaniewicz dargebotenen Beiträge über „Wundersames aus der Welt der Wissenschaft“ und das von dem Schriftsteller Reinhardt Badegruber lyrisch zusammengefasste und von Resetarits vorgetragene Wiener Wochenwetter. Ein Schwerpunkt galt der Musik und den Musikern, die in jeder Sendung zu Gast waren und, oft gemeinsam mit Resetarits, live musizierten.
Am 16. Juni 2012 wurde die 200. und (vorerst) letzte Ausgabe von Trost und Rat gesendet. Dem Ende vorausgegangen waren die voraussichtliche Abberufung Peter Blaus, der als Redakteur über lange Zeit für die Sendung verantwortlich zeichnete und eng mit Resetarits zusammenarbeitete, und „schwere Kommunikationsprobleme“ mit der Intendantin des Wiener ORF-Landesstudios. Die Abschiedssendung wurde als Trost und Rat XL, zwei- statt einstündig, von der Tschauner-Bühne in Ottakring übertragen. Zu Gast waren auf der Bühne neben Geheimrat Iwaniewicz und Reinhardt Badegruber der Autor und Musiker Ernst Molden, Martin Spengler & die foischn Wiener und der Stubnblues, sowie im Publikum frühere Gäste wie etwa Hans Theessink, Mika Vember und die Science Busters Werner Gruber und Heinz Oberhummer.

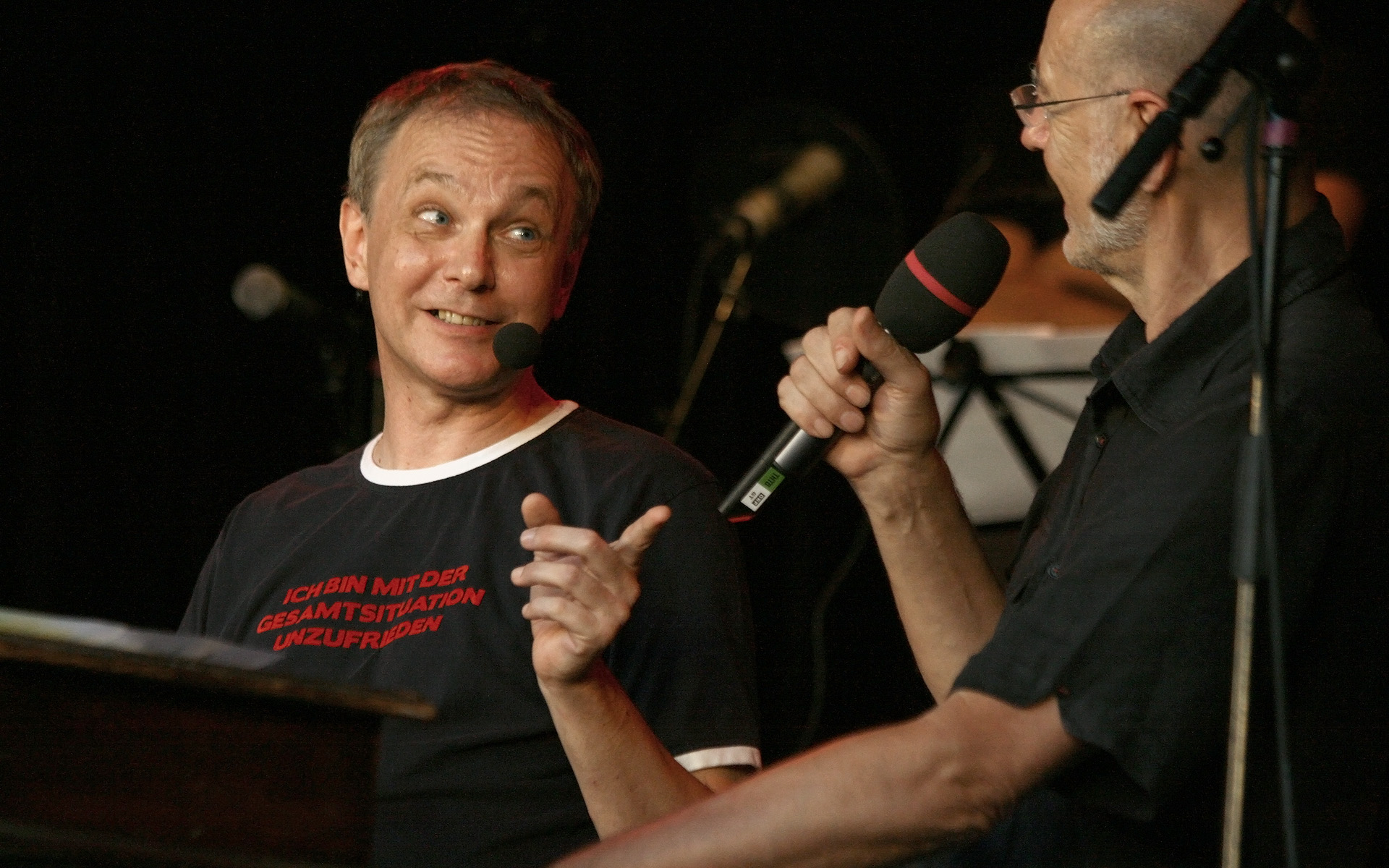
Resetarits und Geheimrat Dr. Peter Iwaniewicz
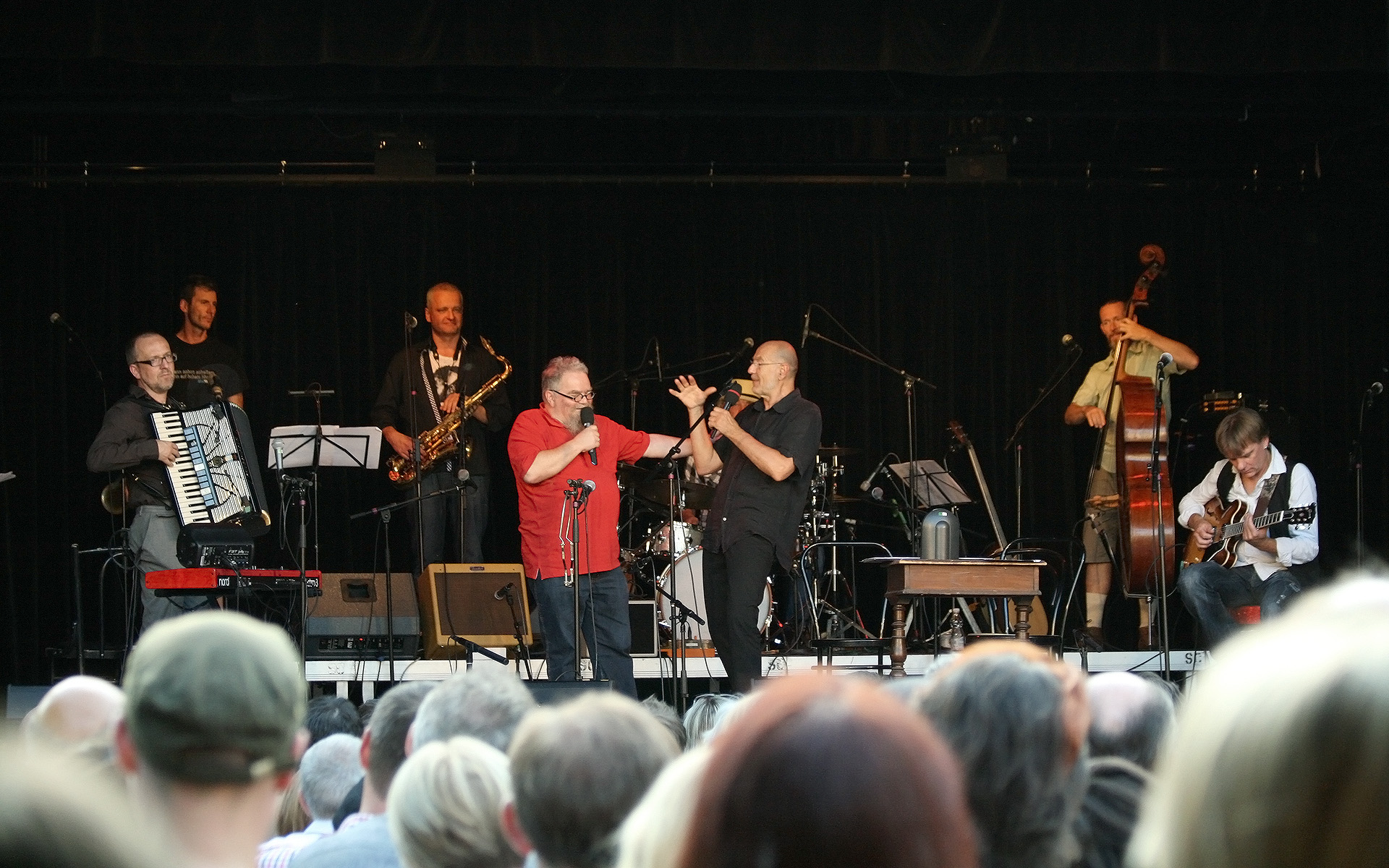
Resetarits, Reinhardt Badegruber und der Stubnblues
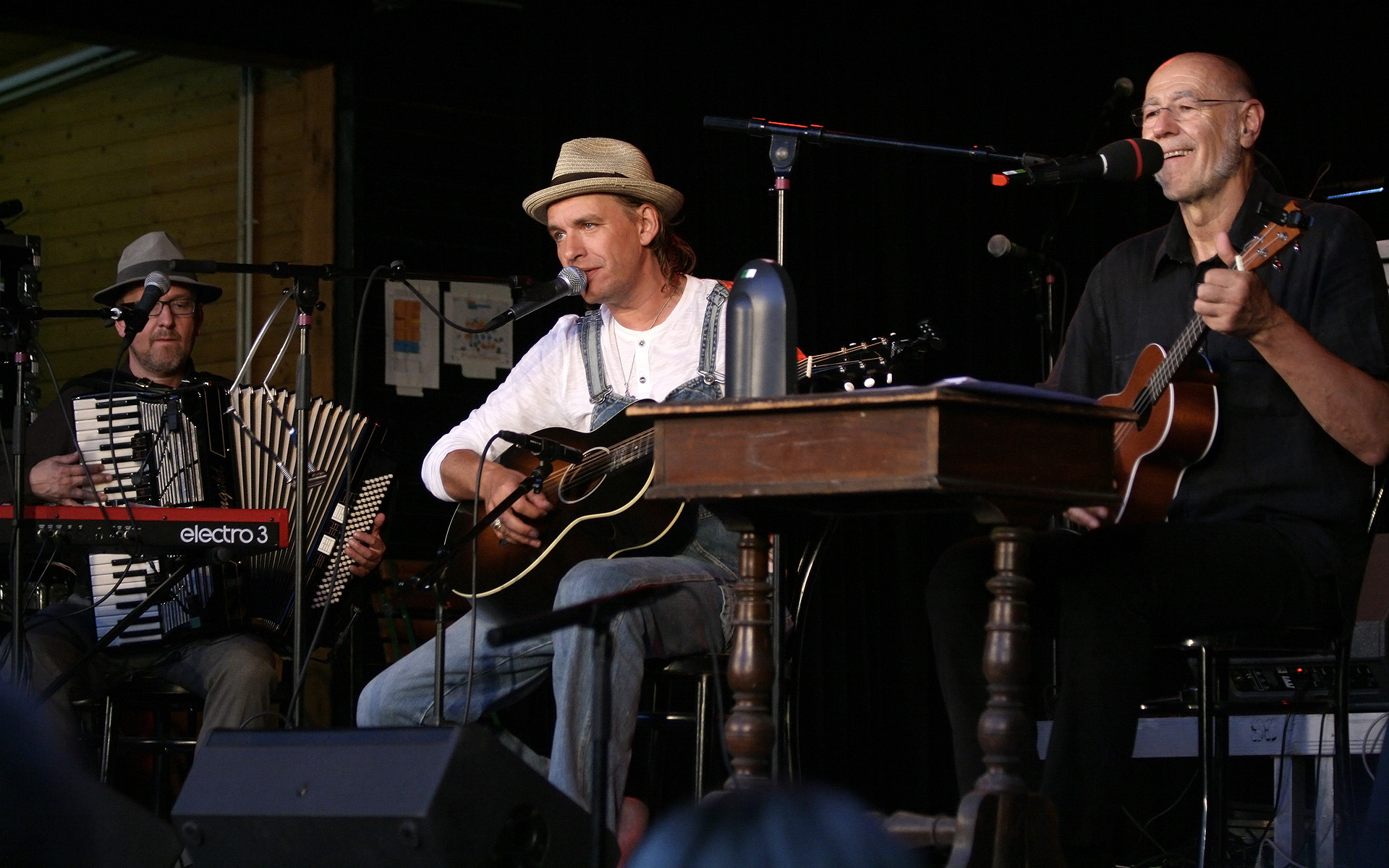
Resetarits, Ernst Molden und der Stubnblues